# 708 Dywizja Piechoty (III Rzesza)
708 Dywizja Piechoty (niem. 708. Infanterie-Division) – niemiecka dywizja z czasów II wojny światowej, sformowana w Bielsku niem. Bielitz na mocy rozkazu z 2 maja 1941, w 15. fali mobilizacyjnej w VIII Okręgu Wojskowym.

## Struktura organizacyjna
- Struktura organizacyjna w maju 1941:

728. i 748. pułk piechoty, 658. oddział artylerii, 708. kompania pionierów, 708. kompania przeciwpancerna, 708. kompania;
- Struktura organizacyjna w październiku 1943:

728. i 748. pułk grenadierów, 658. pułk artylerii, 708. batalion pionierów, 708. kompania przeciwpancerna, 708. oddział łączności, 658. polowy batalion zapasowy;
- Struktura organizacyjna w grudniu 1943:

728. i 748. pułk grenadierów, 708. pułk artylerii, 708. batalion pionierów, 708. kompania przeciwpancerna, 708. oddział łączności, 658. polowy batalion zapasowy;
- Struktura organizacyjna w styczniu 1944:

728. i 748. pułk grenadierów, 1708. pułk artylerii, 708. batalion pionierów, 708. kompania przeciwpancerna, 708. oddział łączności, 658. polowy batalion zapasowy;
- Struktura organizacyjna w kwietniu 1944:

360. (kozacki), 728. i 748. pułk grenadierów, 1708. pułk artylerii, 708. batalion pionierów, 708. kompania przeciwpancerna, 708. oddział łączności, 708. polowy batalion zapasowy;
- Struktura organizacyjna w sierpniu 1944:

360. (kozacki), 728. i 748. pułk grenadierów, 1708. pułk artylerii, 708. batalion pionierów, 708. batalion fizylierów, 708. kompania przeciwpancerna, 708. oddział łączności, 1708. polowy batalion zapasowy;
- Struktura organizacyjna we wrześniu 1944:

728., 748. i 760. pułk grenadierów, 658. pułk artylerii, 708. batalion pionierów, 708. dywizyjna kompania fizylierów, 708. oddział przeciwpancerny, 708. oddział łączności, 708. polowy batalion zapasowy;

## Dowódcy dywizji
- gen. mjr Walter Drobing 3 V 1941 – 1 III 1942;
- gen. por. Hermann Wilck 1 III 1942 – 30 VII 1943;
- gen. mjr Edgar Arndt 30 VII 1943 – 7 VIII 1944;
- gen. por. Hermann Wilck 7 VIII 1944 – 15 VIII 1944;

## Szlak bojowy
Początkowo była to dywizja statyczna pełniąca zadania jednostki okupacyjnej we Francji. Latem 1944 r. została przeniesiona do Normandii, gdzie została rozbita pod Falaise przez francuską 2 Dywizję Pancerną (9 sierpnia). Niedobitki zostały przerzucone na Słowację i jednostkę odbudowano jako 708 Dywizję Grenadierów Ludowych.